# Edward S. Holden
Edward Singleton Holden (født 5. november 1846 i Saint Louis, Missouri, død 16. marts 1914 i West Point, New York) var en amerikansk astronom.
Holden blev 1870 ingeniørløjtnant, 1873 professor ved Naval Observatory i Washington og 1881 direktør for Washburn-observatoriet i Madison, Wisconsin. I 1877 blev Holden udset til direktør for Lick Observatory på Mount Hamilton, fra 1874 havde han arbejdet med planerne for dette observatorium, og 1885 overtog han denne stilling, som han indehavde til udgangen af 1897, og var fra 1901 til sin død bibliotekar ved militærakademiet i West Point. Han deltog i solformørkelsesekspeditioner 1878 og 1883. Af Holdens arbejder mærkes: Index Catalogue of Books and Memorials, related to Nebulæ and Clusters (1877), Astronomy (sammen med Newcomb, 1879), Catalogue of the Library of the U. S. Naval Observatory (1879), A Subject-Index to the Publications of the Observatory 1845—75 (1879), Monograph of the Central Parts of the Nebula of Orion (1882), Sir William Herschel, his Life and Works (1881), A Synopsis of the Scientific Writings of Sir William Herschel, (sammen med Hastings, 1881), A Catalogue of 1001 Southern Stars etc., (sammen med Hagen, 1885), Memorials of William Cranch Bond and of his Son, George Phillips Bond (1897). I 1889 grundede Holden Astronomical Society of the Pacific, og har i dets Publications offentliggjort talrige mindre afhandlinger om aktuelle astronomiske spørgsmål. Som direktør for Lick Observatory udgav Holden dets Publications (bind I—III, 1887—94). Ved siden af disse astronomiske publikationer har han offentliggjort enkelte mere geografiske arbejder og så videre.